# Josep-Vicent Marqués i González
Josep-Vicent Marqués i González   (València, 29 de novembre de 1943 - València, 4 de juny de 2008) va ser un escriptor, jurista i sociòleg valencià.
Es llicencià en dret i fou membre del Moviment Social-Cristià de Catalunya i del Partit Socialista Valencià (PSV), que posteriorment abandonà per a fundar el grup Germania Socialista, de tendència comunista antiautoritària. Va ser candidat al Senat el 1979 sota el lema «Ni fam, ni fum, ni fem», i també va ser un dels animadors dels primers grups ecologistes i antinuclears del País Valencià. Va estar casat amb la filòsofa Cèlia Amorós, amb qui va tenir una filla. Va ser professor universitari des dels 21 anys, amb una interrupció d'un any per motius polítics.
Va participar en les primeres accions ecologistes del País Valencià, com el sabotatge amb herbicides al camp de golf del Saler de 1971, realitzat per militants de Germania Socialista com ara Damià Mollà, Cèlia Amorós o Amparo Losilla.
Guanyador, el 1973 del Premi Joan Fuster d'assaig per l'obra País perplex (1974) i el 1980 del Premi Fontanarosa amb No és natural (1980). Va publicar també Amors impossibles (1982) i El retorn del nàufrag professional (1998). El seu treball com a articulista va obtenir el Premi El Viejo Topo d'assaig, i el conjunt de la seua obra el Premi de l'Associació de Dones Periodistes de Catalunya.
A la premsa va col·laborar amb El Viejo Topo, i a RNE-Radio1 al programa Día a Día.
Com a sociòleg va estudiar el comportament sexual i els aspectes de la marginació de la dona. Com a columnista, també va col·laborar a El País, El Temps, Gorg, Cuadernos para el Diálogo, Avui, Levante, etc., com també en organitzacions cíviques, com ara Ca Revolta, entre moltes altres. Des de la dècada dels setanta era catedràtic del Departament de Sociologia i Antropologia Social de la Universitat de València.
Als anys noranta va viure a Madrid amb l'actriu Virginia Mataix, va destacar com a columnista al periòdic El País i com a col·laborador a diversos programes de televisió. A final del segle xx, tornaria a València junt amb el seu fill Jaume i Virginia, de qui poc després se separaria.
El 1993 va obtenir el Premi Lliri de l'Associació de Dones Periodistes de Catalunya.
Josep-Vicent Marqués morí el 4 de juny de 2008 a València a l'edat de 64 anys en recaure d'un ictus patit tres anys abans.

## Obres
- País perplex (1973)[1]
- Clase obrera y cuestión nacional (1978; 2a ed., rev., 2019) - Pròleg
- No és natural (1980)[1]
- ¿Qué hace el poder en tu cama? (1981)[1]
- Amors impossibles (1982)
- Sexualidad y sexismo (1991)
- Dígalo por carta (1992)
- Tots els colors del roig (1997)
- El retorn del nàufrag professional (1998)[6]